# Rezerwat przyrody Głęboka Dolina
Głęboka Dolina – krajobrazowy rezerwat przyrody znajdujący się na terenie gminy Kraśniczyn, w powiecie krasnostawskim, w województwie lubelskim. Rezerwat w całości leży na terenie Skierbieszowskiego Parku Krajobrazowego, na terenie nadleśnictwa Krasnystaw.
- Powierzchnia: 289,12 ha (według aktu powołującego)[1], 288,38 ha (dane nadesłane z nadleśnictwa)[3]
- Rok utworzenia: 1996
- Dokument powołujący: Zarządzenie Ministra Ochrony Środowiska, Zasobów Naturalnych i Leśnictwa z dnia 31 października 1996 roku w sprawie uznania za rezerwat przyrody (M.P. z 1996 r. nr 67, poz. 633).
- Przedmiot ochrony (według aktu powołującego): zachowanie ze względów naukowych, dydaktycznych i krajobrazowych malowniczych rozcięć erozyjnych w postaci dolin z wąwozami oraz lasów jaworowo-dębowych z bukiem występującym na granicy zasięgu[1].

Z gatunków rzadkich i chronionych występują tu m.in.: barwinek pospolity, gnieźnik leśny, paprotnik kolczysty, parzydło leśne, wawrzynek wilczełyko.
Przez teren rezerwatu przebiega niebieski szlak pieszy PTTK  „Szlak Tadeusza Kościuszki”.
Na terenie rezerwatu znajduje się grodzisko "Bończa" 500 n.e - 1200 n.e..